# Maserati 3500
O 3500 ou Tipo 101, foi um veículo coupé e spider fabricado pela Maserati na Itália, entre 1957 e 1964, para o segmento dos veículos de volume largo Gran Turismo.